# San Fernando de Atabapo
San Fernando de Atabapo je grad na jugu Venezuele u saveznoj državi Amazonas od 15 000 stanovnika.

## Zemljopisne karakteristike
San Fernando de Atabapo leži na ušću rijeka Guaviare, Ventuari i Atabapo u Orinoco, pretežno duž obala Atabapa. 

## Povijest
San Fernando de Atabapo je osnovao 1758. - José Solano., Grad je od 1864. bio administrativni centar Federalnog teritorija Amazonas (Territorio Federal Amazonas), sve do 1928. kad je administracija premještena u Puerto Ayacucho.

## Privreda i transport
Grad ima i malu zračnu luku San Fernando de Atabapo i malu riječnu luku. 

## Vanjske poveznice
- San Fernando de Atabapo, pueblo olvidado por todos los venezolanos (šp.)